# Chichén Itzá
Chichén Itzá (grafia castellana del maia Chich'en Itza, literalment 'vora el pou dels itzàs') és una zona arqueològica de Mèxic a l'estat de Yucatán. Una de les ciutats més importants de la civilització maia, Chichén Itzá, és molt visitada pels seus excepcionals exemples arquitectònics i ha estat considerada per la UNESCO com a Patrimoni de la Humanitat. Des del 07 de juliol de 2007, és considerada una de les set noves meravelles del món.

## Nom i ortografia

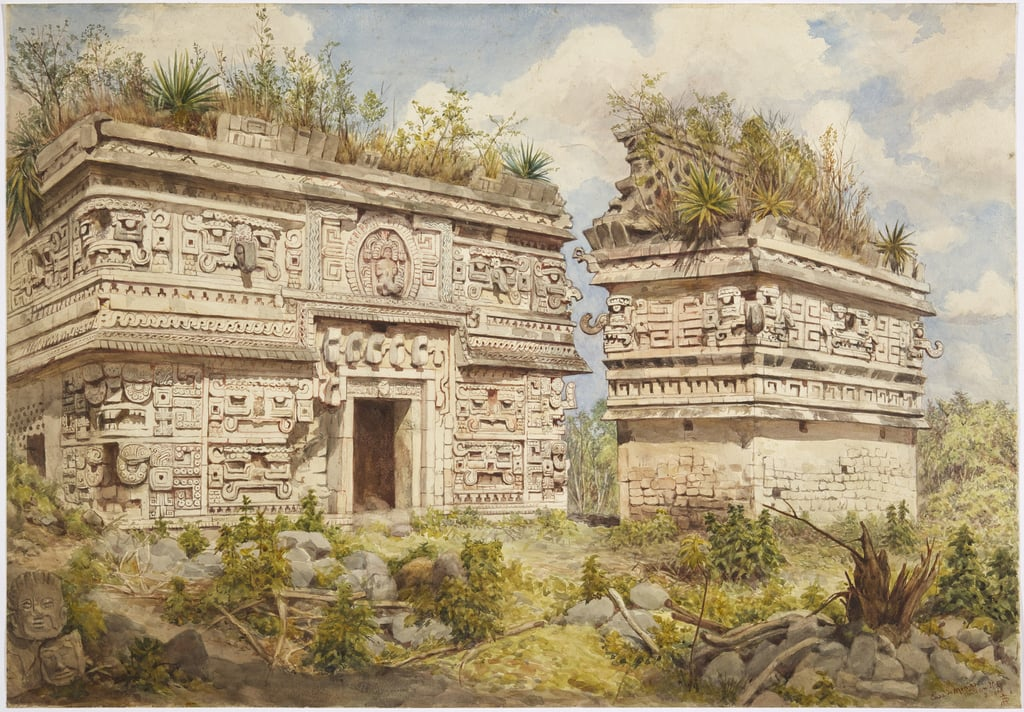
Façanes de pedra elaborades al complex Monjas de Chichén Itzá el 1902

El nom maia Chichen Itza significa A la boca del pou de l'Itza. Deriva de chi', que significa boca o vora, i ch'en o ch'e'en, que significa pou. Itzá és el nom d'un grup ètnic que va aconseguir el domini polític i econòmic de la península nord. Una possible traducció per a Itza és encantador (o encantament) de l'aigua, de its (itz), bruixot, i ha, aigua.
El nom s'escriu Chichén Itzá en castellà, i els accents de vegades es mantenen en maia modern, Chichʼen Itzaʼ (pronunciat myn). Aquesta forma conserva la distinció fonèmica entre chʼ i ch, ja que la paraula base chʼeʼen (que, tanmateix, no s'accentua en maia) comença amb una consonant africada ejectiva postalveolar. L'ortografia tradicional maia yucateca en lletres llatines, utilitzada des del segle xvi fins a mitjans del segle xx, ho escrivia com a Chichen Itza (com que els accents a l'última síl·laba són habituals en la llengua, no s'indiquen com sí que ho són en castellà). La paraula Itzaʼ té un to agut a la a seguit d'una oclusiva glotal (indicada per l'apòstrof).
L'evidència dels llibres de Chilam Balam indica un indica un altre nom anterior per a aquesta ciutat abans de l'arribada de l'hegemonia itza al nord de Yucatán. Tot i que la majoria de fonts coincideixen que la primera paraula significa set, hi ha un debat considerable sobre la traducció correcta de la resta. Aquest nom anterior és difícil de definir a causa de l'absència d'un únic estàndard ortogràfic, però es representa de diverses maneres com a Uuc Yabnal (Set Grans Cases)Uuc Hab Nal (Set Llocs Espessos),Uucyabnal (Set Grans Governants)o Uc Abnal (Set Línies d'Abnal).Aquest nom, que data del període clàssic tardà, està registrat tant al llibre de Chilam Balam de Chumayel com en textos jeroglífics de les ruïnes.

## Història
La presència d'una ciutat maia en aquest indret és deguda a l'existència de dos pous naturals (cenotes), que constituïen un tresor inestimable en aquesta regió desproveïda d'aigua. Chichén Itzá deu el seu nom a aquests dipòsits d'aigües subterrànies: en maia chi significa 'boca' i ch'en 'pou'. Itzà (Itza) és el nom del poble que va fundar la ciutat entre els anys 435 i 455 i que l'abandonà un segle més tard per raons encara desconegudes. A partir del segle x, Chichén Itzá va esdevenir el centre religiós de les civilitzacions maia i tolteca i, probablement, era un lloc d'iniciació per als sacerdots que des d'allà eren enviats a la resta de la península de Yucatán.
L'elit governant de Chichén Itzá era formada per guerrers, sacerdots i comerciants. Van introduir el culte al déu Kukulkan ('la serp emplomallada'), l'equivalent al Quetzalcóatl de l'altiplà mexicà. Van aixecar construccions amb talussos i murs verticals i representacions del déu ocell-serp. El militarisme va ser el fonament indubtable d'aquesta cultura, cosa que s'evidencia en el monument anomenat la Plataforma de les Calaveres, on s'exhibien, clavats en estaques, els cranis de centenars d'enemics.

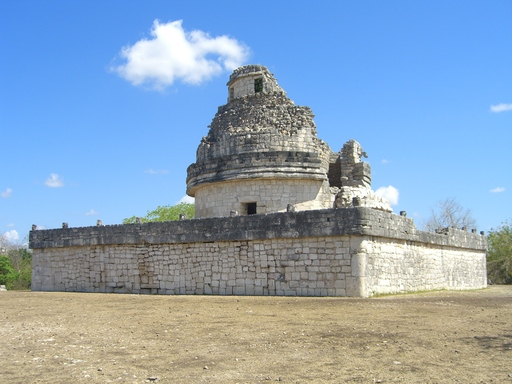
L'observatori

La ciutat, que al principi era tan sols un petit poblat de barraques de fusta i palla, va prosperar amb els anys i els seus habitants van començar a erigir edificacions monumentals prop del cenote anomenat Xtoloc. Pel que sembla, va créixer de manera dispersa en els primers temps, per a posteriorment ser dissenyada curosament deixant grans espais entre els temples. Les distàncies entre els edificis es cobrien d'àmplies calçades o vies principals, elevades sobre el terra, anomenades sacbeob (en singular sacbe, 'camí blanc' en maia). El temple dels Guerrers, l'observatori (el Caracol), el Cenote Sagrat dedicat al déu Chaac, el temple de Las Monjas o el Joc de Pilota són tan sols una part de la grandesa d'aquesta civilització, antiga metròpoli dels maies.
L'any 1900, el cònsol nord-americà al Yucatán Edward H. Thompson va adquirir l'hacienda on s'aixecava Chichén Itzá per 75 dòlars; un cop identificada la zona arqueològica, hi va dur a terme alguns estudis i, al mateix temps, va saquejar una gran quantitat d'objectes en el decurs de les seves exploracions, incloent-ne d'or i de jade, alguns dels quals posteriorment van ser lliurats al govern mexicà. Els espanyols Francisco de Montejo i Diego de Landa foren els primers europeus que, a mitjan segle xvi, van visitar la zona i van adonar-se de l'existència de la ciutat.

## Ubicació

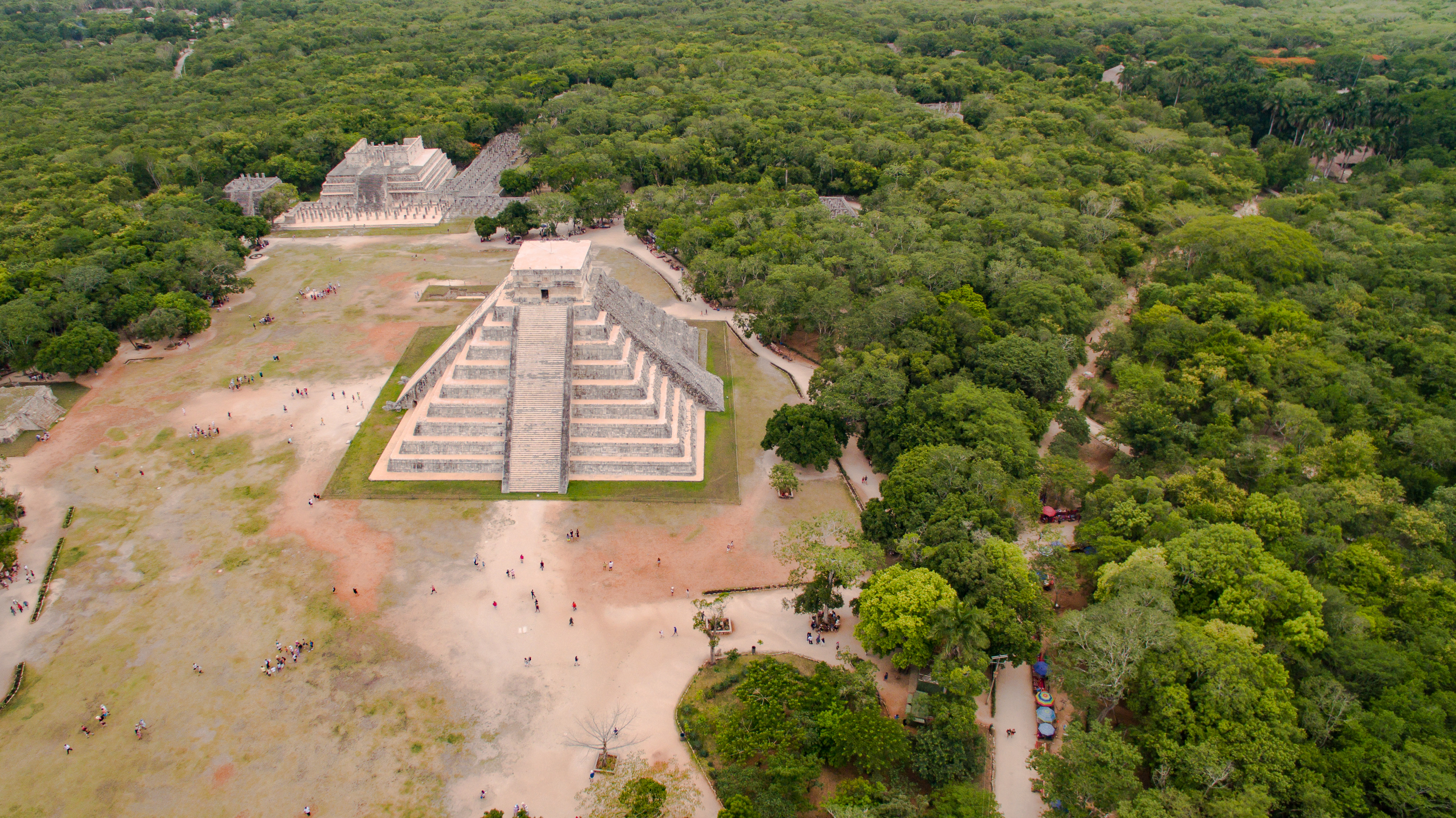
Vista aèria d'una petita porció de Chichen Itza

Chichén Itzá es troba a la part oriental de l'estat de Yucatán, a Mèxic. El nord de la península del Yucatán és càrstic i els rius de l'interior discorren tots sota terra. Hi ha quatre dolines naturals visibles, anomenades cenotes, que podrien haver proporcionat aigua abundant durant tot l'any a Chichén, fent-la atractiva per a l'assentament. D'aquests cenotes, el Cenote Sagrat o Cenote Sagrat (també conegut com el Pou Sagrat o el Pou del Sacrifici) és el més famós. El 2015, els científics van determinar que hi ha un cenote amagat sota el Temple de Kukulkan, que mai no havia estat vist pels arqueòlegs.
Segons fonts posteriors a la conquesta (maies i espanyoles), els maies precolombins sacrificaven objectes i éssers humans al cenote com a forma de culte al déu maia de la pluja Chaac. Edward Herbert Thompson va dragar el Cenote Sagrado entre el 1904 i el 1910, i va recuperar artefactes d'or, jade, ceràmica i encens, així com restes humanes. Un estudi de restes humanes extretes del Cenote Sagrado va descobrir que tenien ferides compatibles amb sacrificis humans.

## Organització política

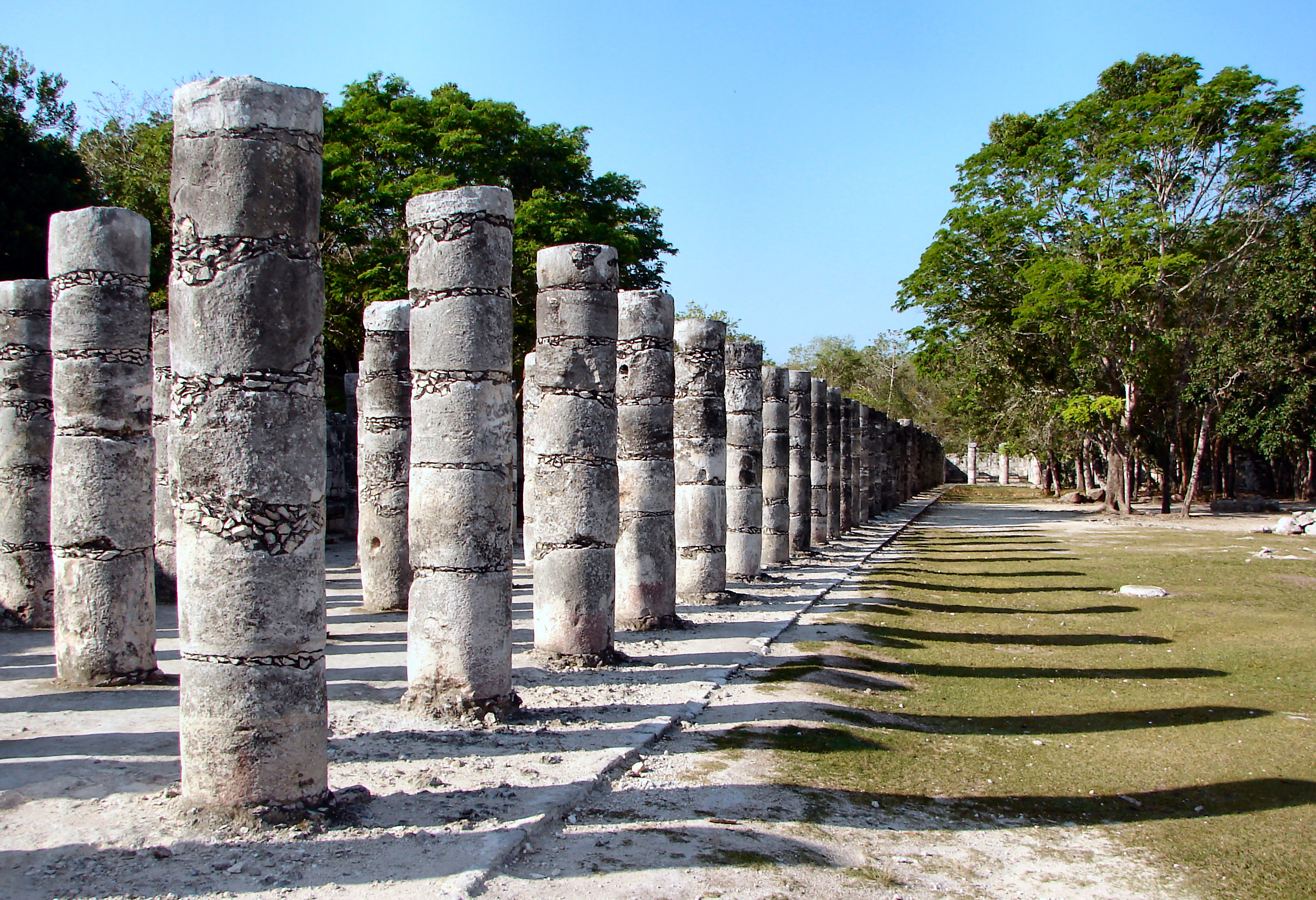
Columnes del Temple dels Mil Guerrers

Diversos arqueòlegs a finals de la dècada del 1980 van suggerir que, a diferència dels sistemes polítics maies anteriors del Clàssic Inferior, Chichén Itzá podria no haver estat governada per un governant individual o un únic llinatge dinàstic. En canvi, l'organització política de la ciutat podria haver estat estructurada per un sistema multepal, que es caracteritza per un govern a través d'un consell compost per membres de llinatges governants d'elit.
Aquesta teoria va ser popular a la dècada del 1990, però en els darrers anys, la recerca que donava suport al concepte del sistema multepal ha estat qüestionada, si no desacreditada. La tendència actual de creences en els estudis maies s'inclina cap al model més tradicional dels regnes maies de les terres baixes del sud de Mèxic del període clàssic.

## Cenotesagrat
És un cenote a cel obert de 60 m de diàmetre, amb parets verticals d'aproximadament 15 m des del nivell de l'accés a la superfície de l'aigua, i de 13 m de profunditat, que és aproximadament el primer pis freàtic en aquesta zona de la península del Yucatán.
En aquest cenote anomenat sagrat, s'hi realitzaven ofrenes al déu Chaac, senyor de les pluges, que consistien en objectes valuosos i la tradició diu que també s'hi realitzaven sacrificis humans, generalment de donzelles nobles, abillades amb robes cerimonials i enjoiades. Al cenote, també se sacrificaven presoners d'alt rang, també com a ofrena religiosa.
A principis del segle xx, un cònsol nord-americà, Edward Herbert Thompson (1857-1935), la cobdícia del qual va ser despertada per aquestes referències tradicionals, va fer dragar el cenote i en va extreure nombrosos objectes que va enviar al seu país, venent-los principalment al Museu Peabody de Massachusetts. Aquest museu, després de diverses gestions del govern mexicà, va retornar a Mèxic, el 1970 i el 2008, una bona quantitat de les inavaluables peces arqueològiques.
Altres cenotes coneguts propers a les ruïnes són l'Ik Kil i el de Yokdznonot.

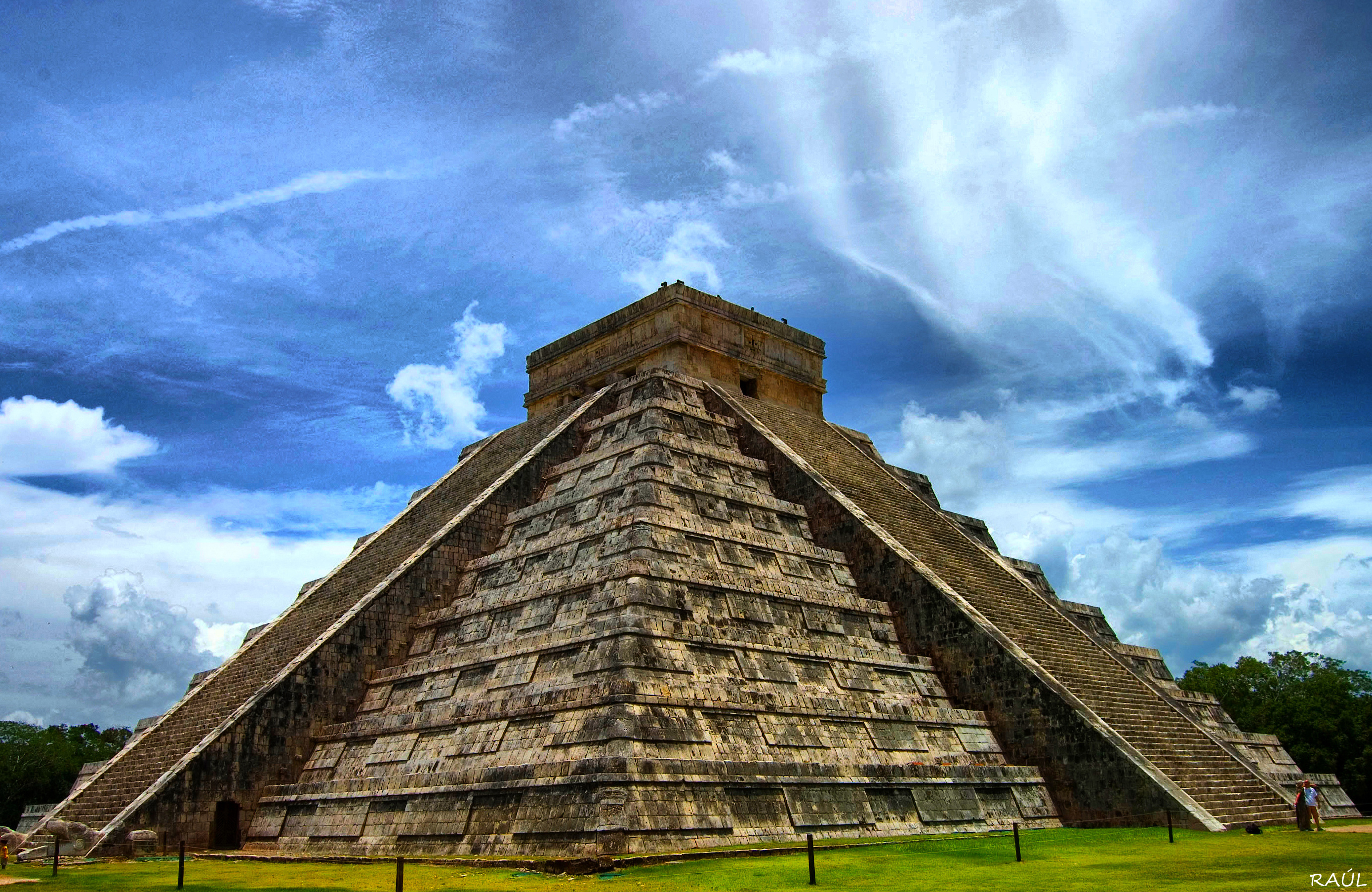
El Castillo (piràmide de Kukulkan)

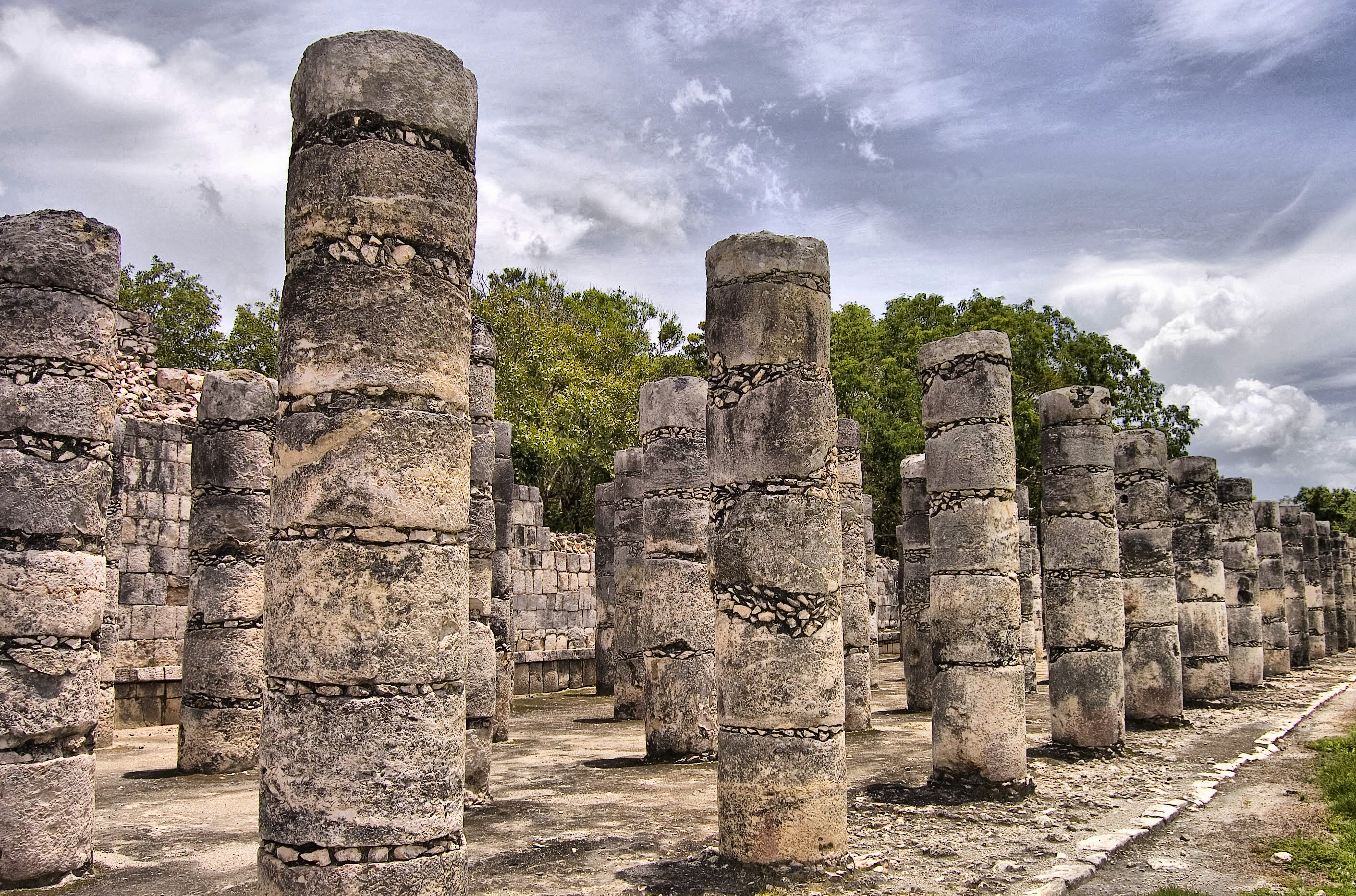
Temple dels Guerrers i les Mil Columnes

## La piràmide de Kukulkan
Els monumentals edificis de la Gran Esplanada de Chichén Itzá estan presidits per la piràmide de Kukulkan, també anomenada el Castillo, un dels edificis més alts i notables de l'arquitectura maia. És una piràmide de quatre costats que culmina en un temple rectangular.
S'assenta sobre una plataforma rectangular de 55,5 metres d'amplada i té una alçada de 24 metres. Cada costat de la piràmide té una gran escalinata que porta al temple superior. Balustrades de pedra flanquegen cada escala, i a la base de l'escalinata nord s'assenten dos colossals caps de serps emplomallades, efígies del déu Kukulkan.
La piràmide és objecte d'un curiós fenomen que té lloc al capvespre dels dies 21 de març i 22 de setembre, els equinoccis de primavera i de tardor respectivament: és l'anomenat descens de Kukulkan, una projecció solar de forma serpentina que s'observa a l'escala nord, consistent en set triangles de llum, invertits, com a resultat de l'ombra que projecten les nou plataformes d'aquest edifici, en pondre's el sol.
Més enllà del cenote sagrat prèviament explicat, l'any 2015 la Universitat Nacional Autònoma de Mèxic (UNAM) va descobrir mitjançant una tècnica no invasiva un altre pou subterrani de 25 metres de profunditat. Està situat just a sota de la piràmide de Kukulkan i no es troba exposat a la superfície. Els investigadors de la descoberta van predir que, a molt llarg termini, podria donar-se el cas que la cavitat anés en augment, la qual cosa podria provocar un enderrocament del conjunt maia.

## Arquitectura
Les edificacions de Chichén Itzá mostren un gran nombre d'elements arquitectònics i iconogràfics que alguns historiadors han volgut anomenar mexicanitzats.
És visible la influència de les cultures provinents de l'altiplà mexicà, i la barreja de l'estil Puuc, provinent de la zona alta de la península, de l'arquitectura clàssica maia. La presència d'aquests elements procedents de les cultures de l'altiplà va ser concebuda, fins fa uns anys, com un producte d'una migració massiva o conquesta de la ciutat maia per part de grups tolteques. Tot i això, els estudis més recents suggereixen que podien haver estat expressió cultural d'un sistema polític molt extens i prestigiós durant el postclàssic primerenc en tota Mesoamèrica.

## Economia
Chichén Itzá va ser una important potència econòmica a les terres baixes del nord maies durant el seu apogeu. Participant en la ruta comercial circumpeninsular per aigua a través del seu port d'Isla Cerritos a la costa nord, Chichén Itzá va poder obtenir recursos no disponibles localment de zones distants com ara obsidiana del centre de Mèxic i or del sud d'Amèrica Central.
Entre els anys 900 i 1050 dC, Chichén Itzá es va expandir fins a fer-se una poderosa capital regional que controlava el nord i el centre de Yucatán. Va establir Isla Cerritos com a port comercial.

## Turisme

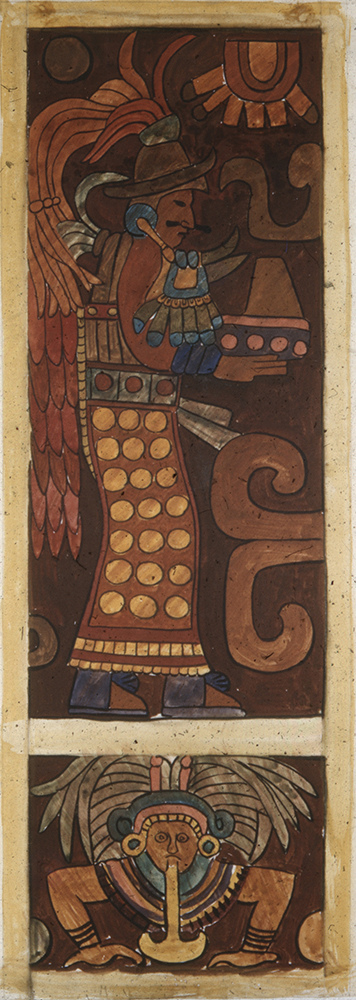
Pintura de 1938 d'un dels relleus que es troben a les columnes de la terrassa inferior del Temple dels Guerrers, d'Octavio Medellín

Chichén Itzá és un dels jaciments arqueològics més visitats de Mèxic; el 2017 es va estimar que va rebre 2,1 milions de visitants.
El turisme ha estat un factor a Chichén Itzá durant més d'un segle. John Lloyd Stephens, que va popularitzar el Yucatán maia en l'imaginari públic amb el seu llibre Incidents of Travel in Yucatán, va inspirar molts a fer un pelegrinatge a Chichén Itzá. Fins i tot abans de la publicació del llibre, Benjamin Norman i el baró Emanuel von Friedrichsthal van viatjar a Chichén Itzá després de conèixer Stephens, i tots dos van publicar els resultats del que van trobar. Friedrichsthal va ser el primer a fotografiar Chichén Itzá, utilitzant el daguerreotip recentment inventat.
Després que Edward Thompson comprés l'Hacienda Chichén el 1894, que incloïa Chichén Itzá, va rebre un flux constant de visitants. El 1910 va anunciar la seva intenció de construir un hotel a la seva propietat, però va abandonar aquests plans, probablement a causa de la Revolució Mexicana.
A principis de la dècada del 1920, un grup de yucatecs, liderat per l'escriptor i fotògraf Francisco Gómez Rul, va començar a treballar per expandir el turisme a Yucatán. Van instar el governador Felipe Carrillo Puerto a construir carreteres cap als monuments més famosos, com ara Chichén Itzá. El 1923, el governador Carrillo Puerto va inaugurar oficialment l'autopista cap a Chichén Itzá. Gómez Rul va publicar una de les primeres guies de Yucatán i les ruïnes.
El gendre de Gómez Rul, Fernando Barbachano Peón (nebot de l'exgovernador de Yucatán Miguel Barbachano), va iniciar el primer negoci turístic oficial de Yucatán a principis de la dècada del 1920. Va començar coneixent passatgers que arribaven en vaixell de vapor a Progreso, el port al nord de Mèrida, i convencent-los que passessin una setmana a Yucatán, després de la qual agafarien el següent vaixell de vapor cap a la seva següent destinació. Segons sembla, en el seu primer any, Barbachano Peon només va poder convèncer set passatgers perquè abandonessin el vaixell i s'unissin a ell en una excursió. A mitjans de la dècada del 1920, Barbachano Peon va convèncer Edward Thompson perquè vengués  20.000 m² al costat de Chichen per a un hotel. El 1930, es va inaugurar l'Hotel Mayaland, just al nord de l'Hacienda Chichén, que havia estat adquirida per la Carnegie Institution.
El 1944, Barbachano Peon va comprar tota l'Hacienda Chichén, inclòs Chichén Itzá, als hereus d'Edward Thompson. Per aquella mateixa època, la Carnegie Institution va completar la seva tasca a Chichén Itzá i va abandonar l'Hacienda Chichén, que Barbachano es va convertir en un altre hotel de temporada.
El 1972, Mèxic va promulgar la Llei Federal sobre Monuments i Zones Arqueològiques, Artístiques i Històriques, que va posar tots els monuments precolombins del país, inclosos els de Chichén Itzá, sota propietat federal. Ara hi havia centenars, si no milers, de visitants cada any a Chichén Itzá, i se n'esperaven més amb el desenvolupament de la zona turística de Cancún a l'est.
A la dècada del 1980, Chichén Itzá va començar a rebre una afluència de visitants el dia de l'equinocci de primavera. Avui, diversos milers de persones s'hi presenten per veure l'efecte de llums i ombres al Temple de Kukulcán, durant el qual la serp emplomallada sembla arrossegar-se pel costat de la piràmide. Els guies turístics també demostraran un efecte acústic únic a Chichen Itza: un cop de mans davant de l'escala de la piràmide d'El Castillo produirà un ressò que s'assembla al piulet d'un ocell, similar al del quetzal investigat per Declercq.
Chichén Itzá, Patrimoni de la Humanitat per la UNESCO, és el segon jaciment arqueològic més visitat de Mèxic. El jaciment arqueològic atrau molts visitants dels populars centres turístics de Cancun, que fan una excursió d'un dia en autobusos turístics.
El 2007, el temple de Kukulcán (El Castillo) de Chichén Itzá va ser nomenat/batejat una de  Les set noves meravelles del món després d'una votació mundial. Malgrat que la votació va ser patrocinada per una empresa comercial i que la seva metodologia va ser criticada, la votació va ser acollida pel govern i els funcionaris de turisme de Mèxic, que van projectar que, com a resultat de la publicitat, el nombre de turistes a Chichén es duplicaria el 2012. La publicitat resultant va reavivar el debat a Mèxic sobre la propietat del lloc, que va culminar el 29 de març de 2010 quan l'estat de Yucatán va comprar el terreny on descansen els monuments més reconeguts al propietari Hans Juergen Thies Barbachano.
L'INAH, que gestiona el lloc, ha tancat diversos monuments a l'accés públic. Tot i que els visitants poden caminar al seu voltant, ja no poden pujar-hi ni entrar a les seves cambres. L'accés d'escalada a El Castillo es va tancar després que una dona de San Diego, Califòrnia, caigués i morís el 2006.

## Galeria

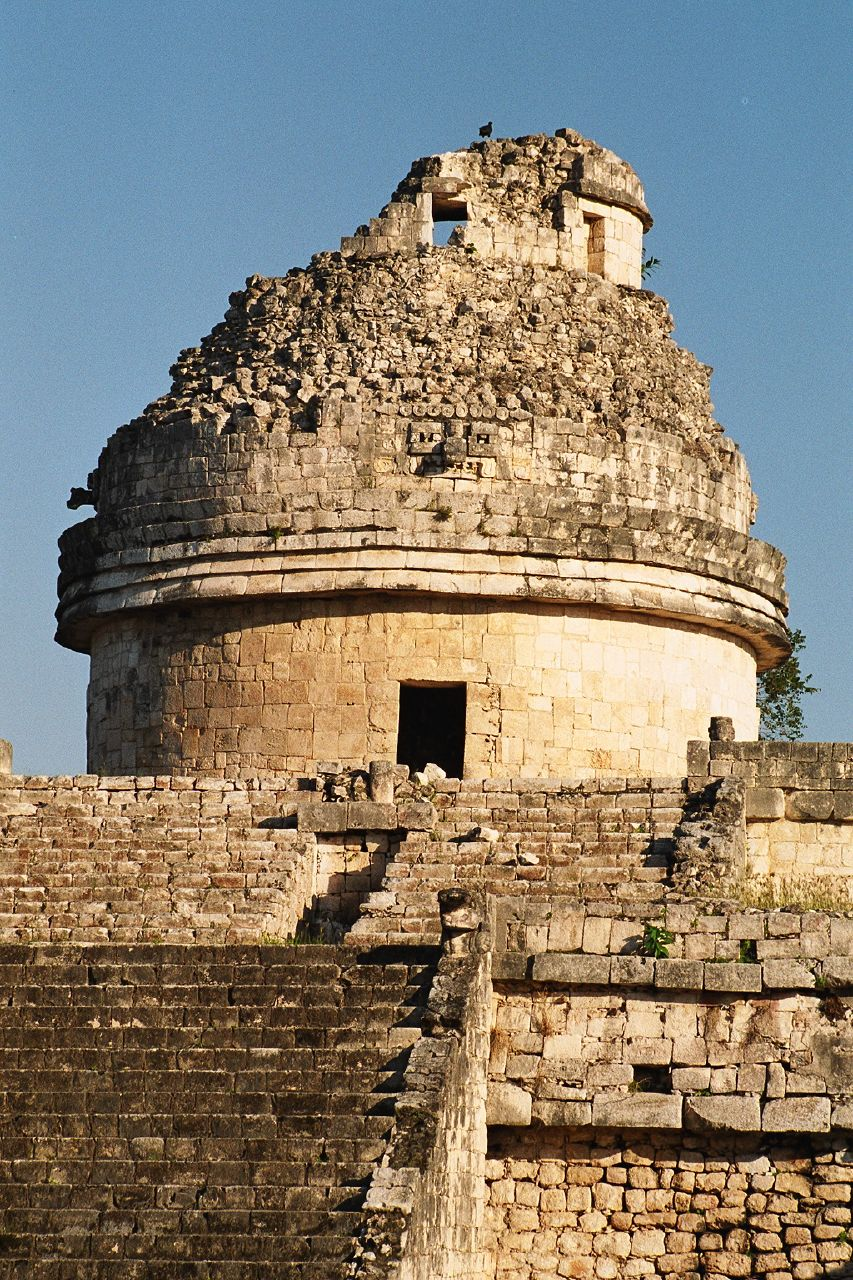
El Caracol, observatori de  Chichen Itza
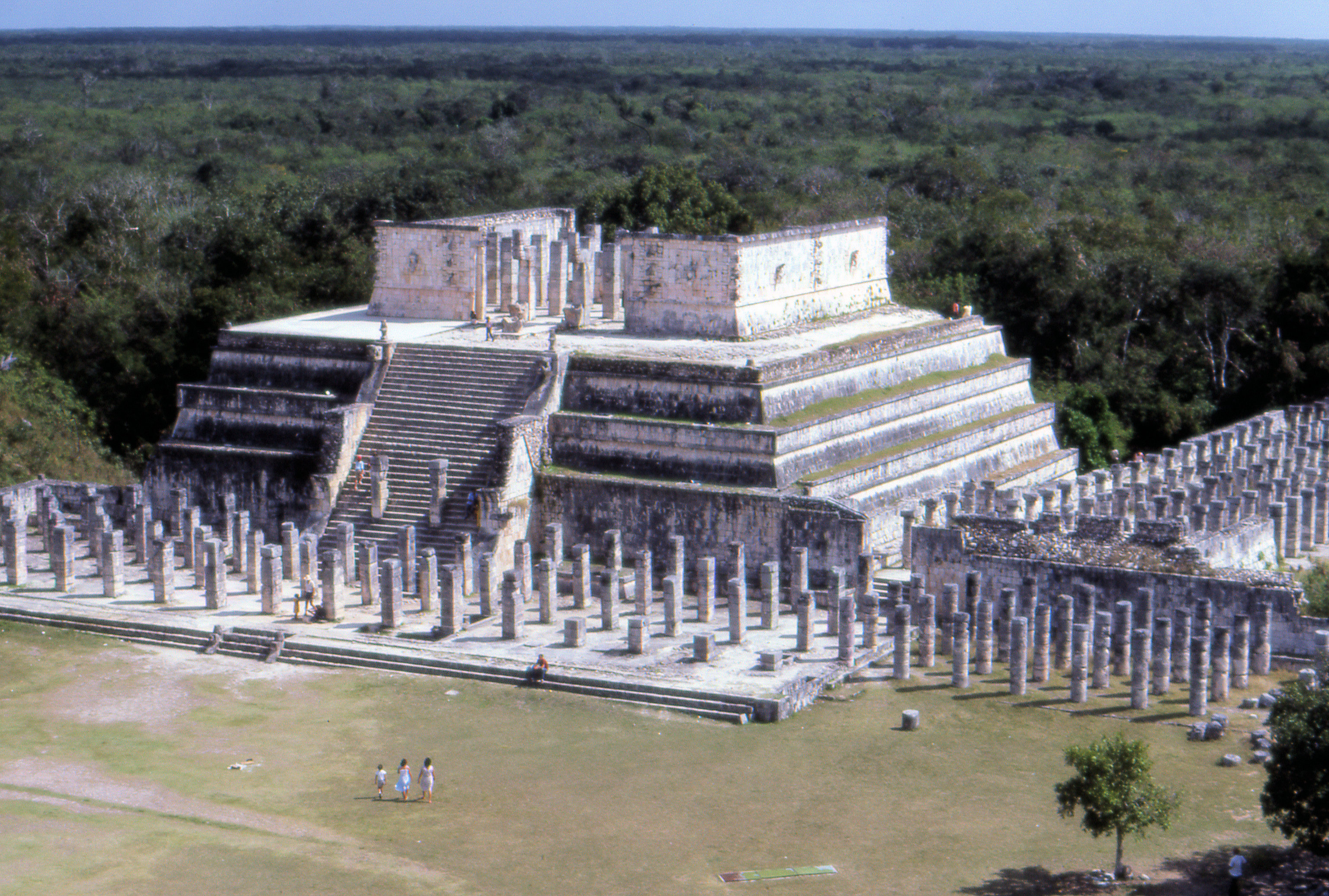
Temple dels Guerrers el 1986 - El Temple de les Grans Taules, immediatament a l'esquerra, no estava restaurat en aquell moment
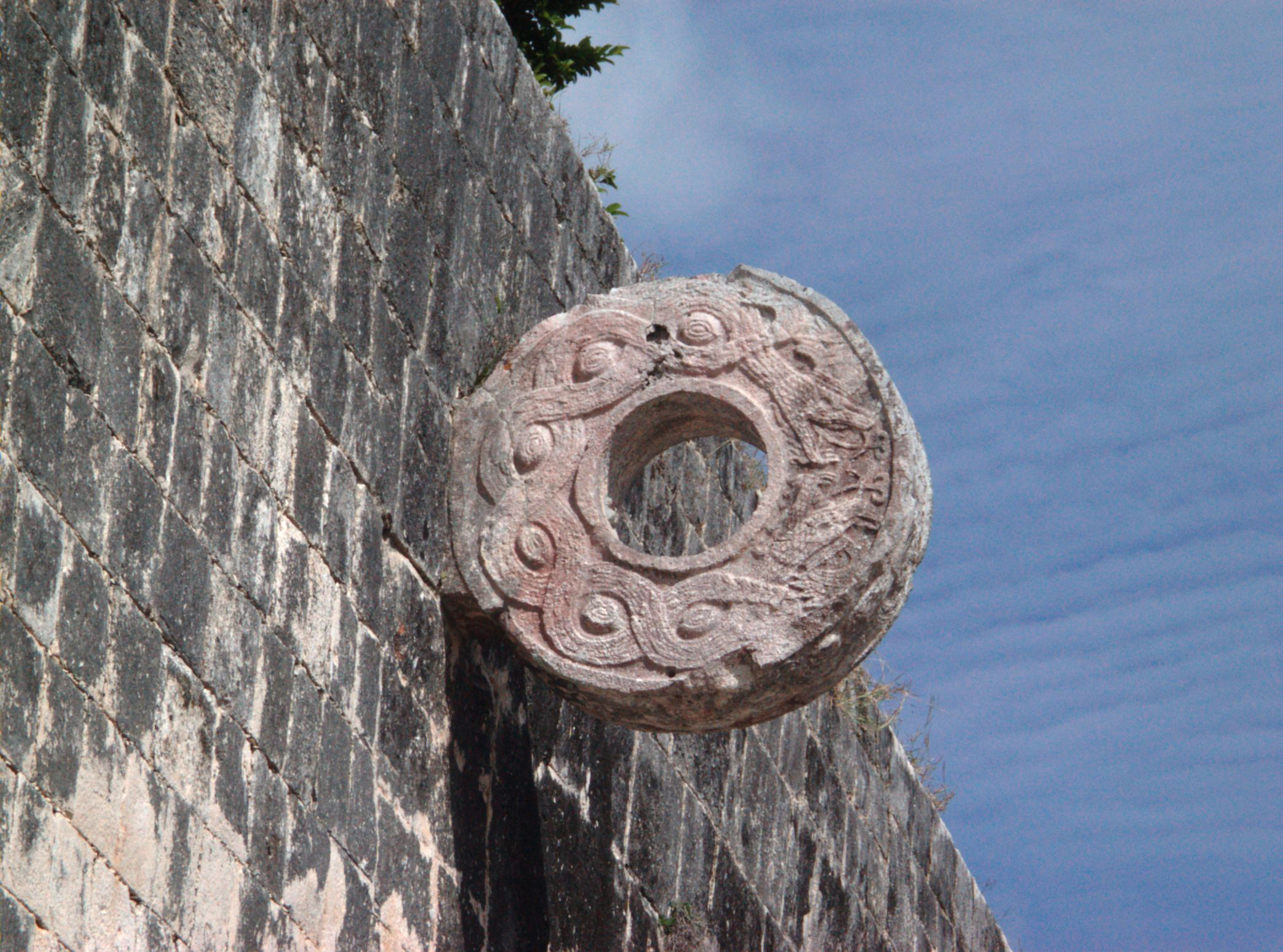
Anell de pedra situat  9 m  per sobre del terra de la Gran Pista de Ball
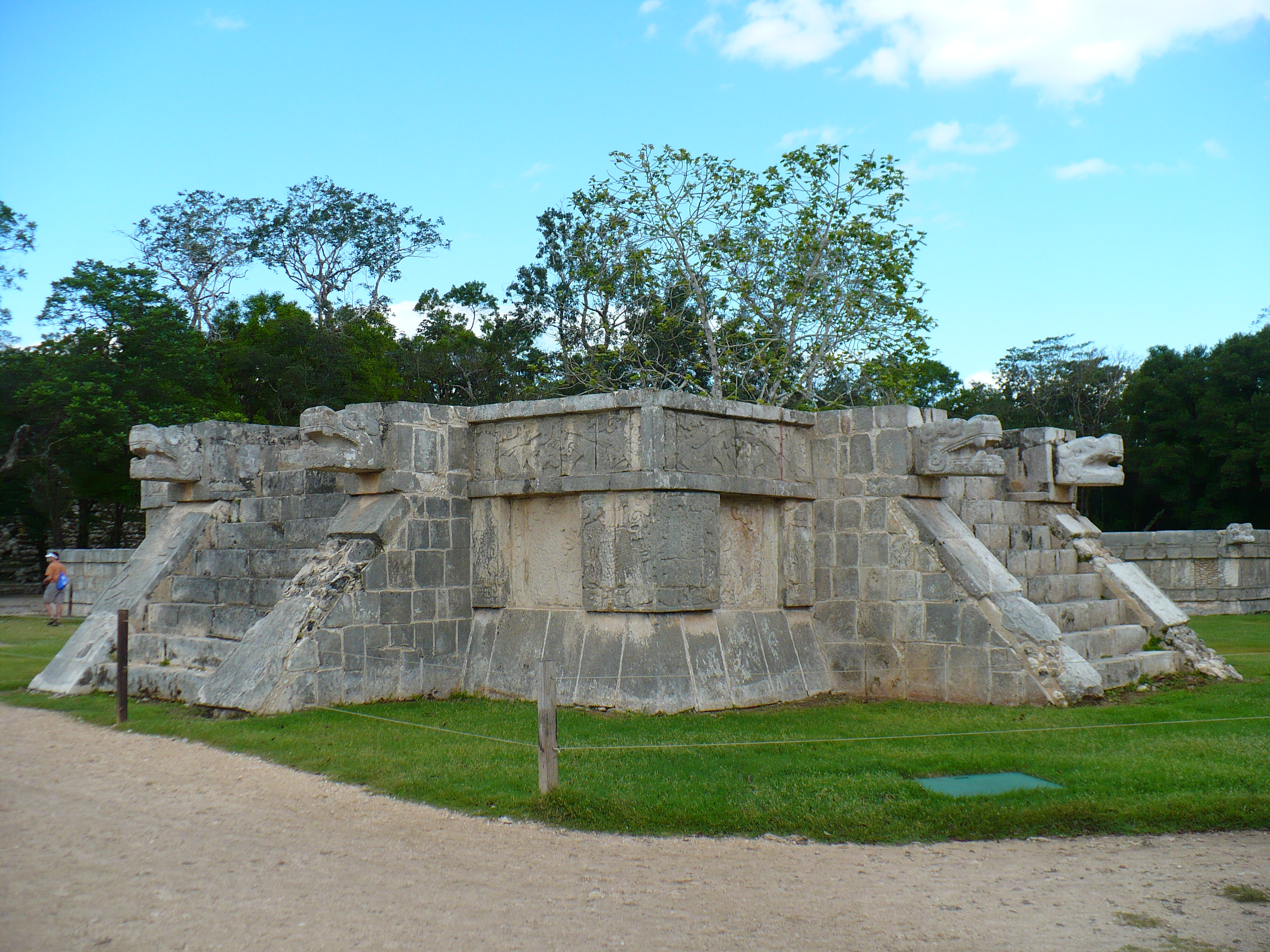
Plataforma de Venus a la Gran Plaça
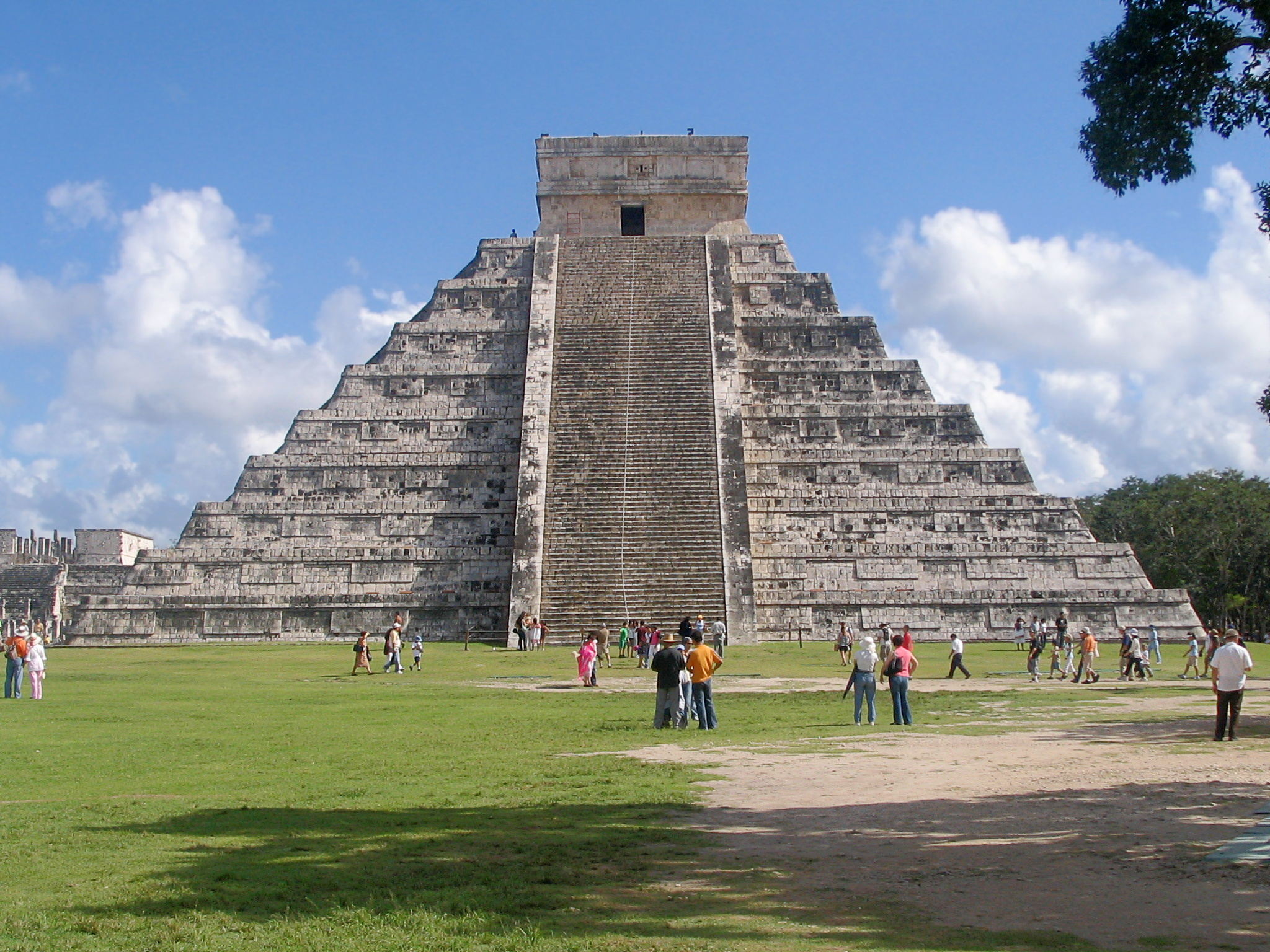
Piràmide de Kukulcán
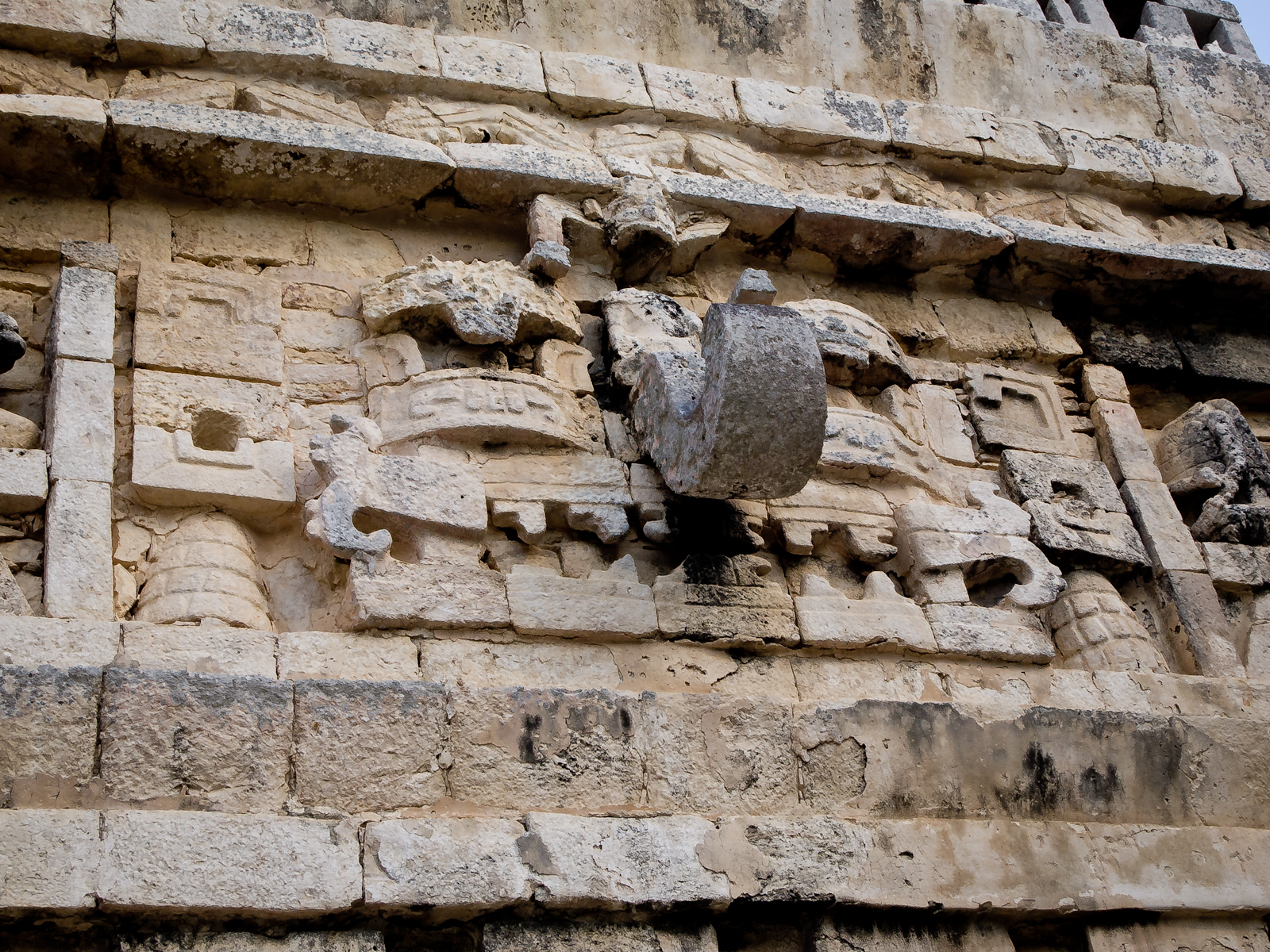
Màscara de mosaic a la cara oest de l'Església
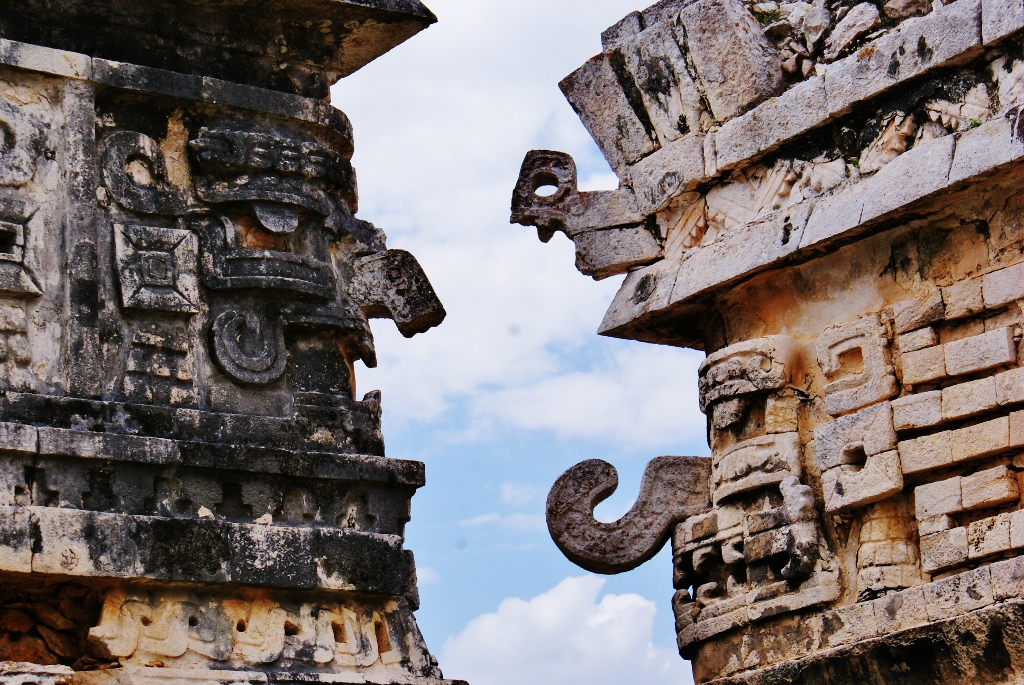
Màscares de mosaic elaborades
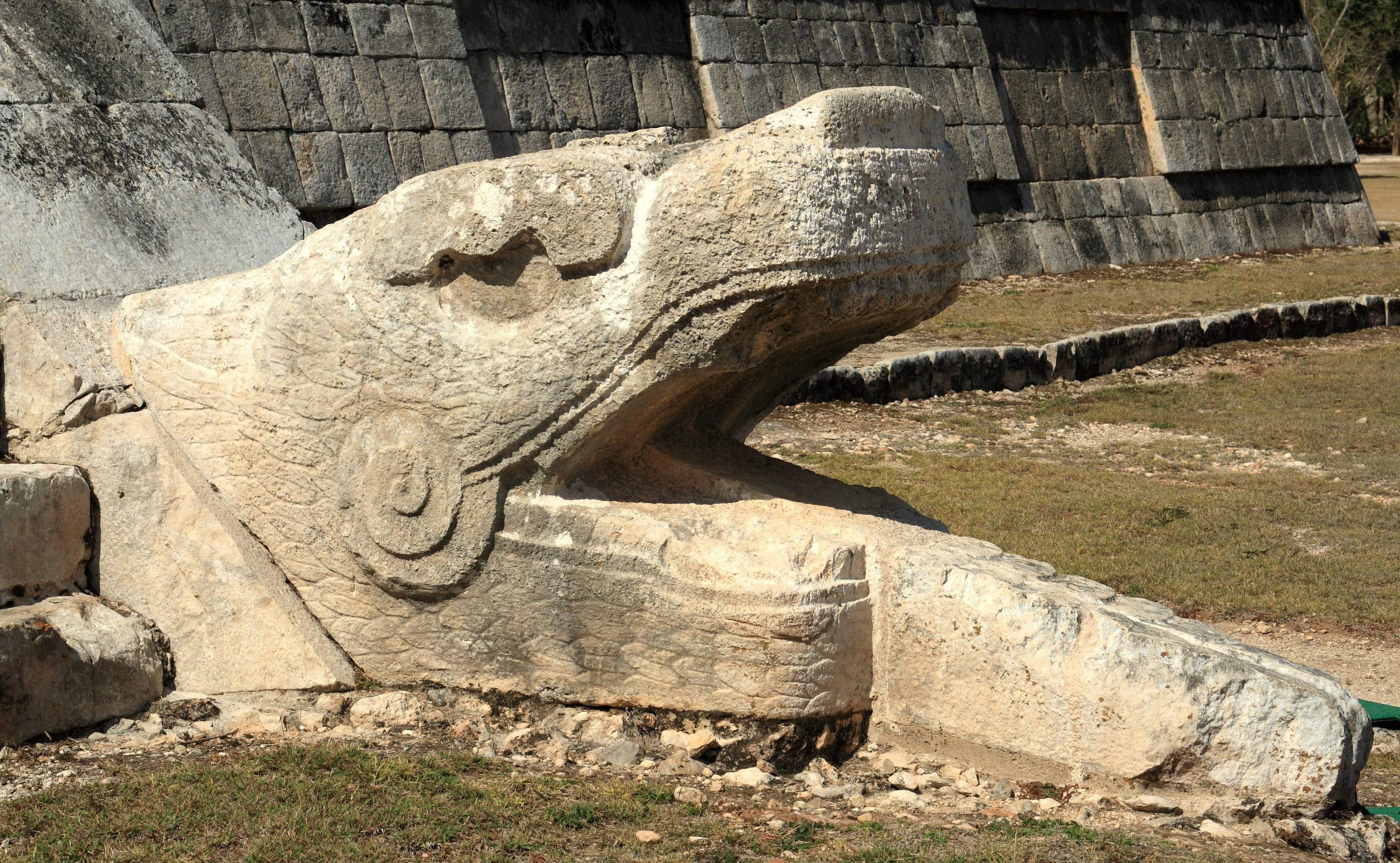
Una escultura d'una serp emplomallada a la base d'una de les escales de Kukulcán (El Castillo)
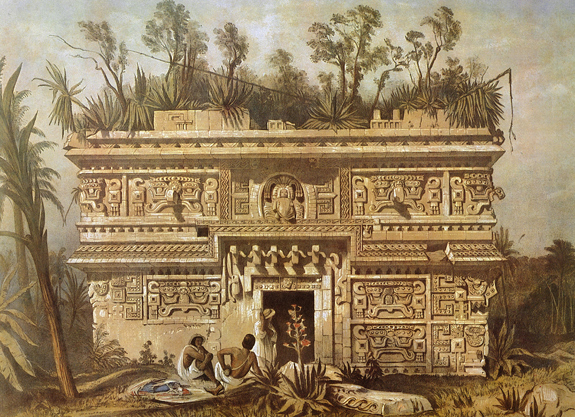
Las Monjas (Chichen Itza) el 1843 per Frederick Catherwood.